# Caolu
Caolu (曹路; Pinyin: Cáolù) is een station van de metro van Shanghai in het district Pudong. Het station wordt bediend door en is de noordoostelijke terminus van lijn 9. Het station werd in gebruik genomen op 30 december 2017.
Het ondergronds station met een eilandperron tussen de twee sporen ligt aan het kruispunt van Jinhai Road (金海路) en Jinzuan Road (金钻路) in het noordwesten van het district Pudong.